# Đồng(I) chloride

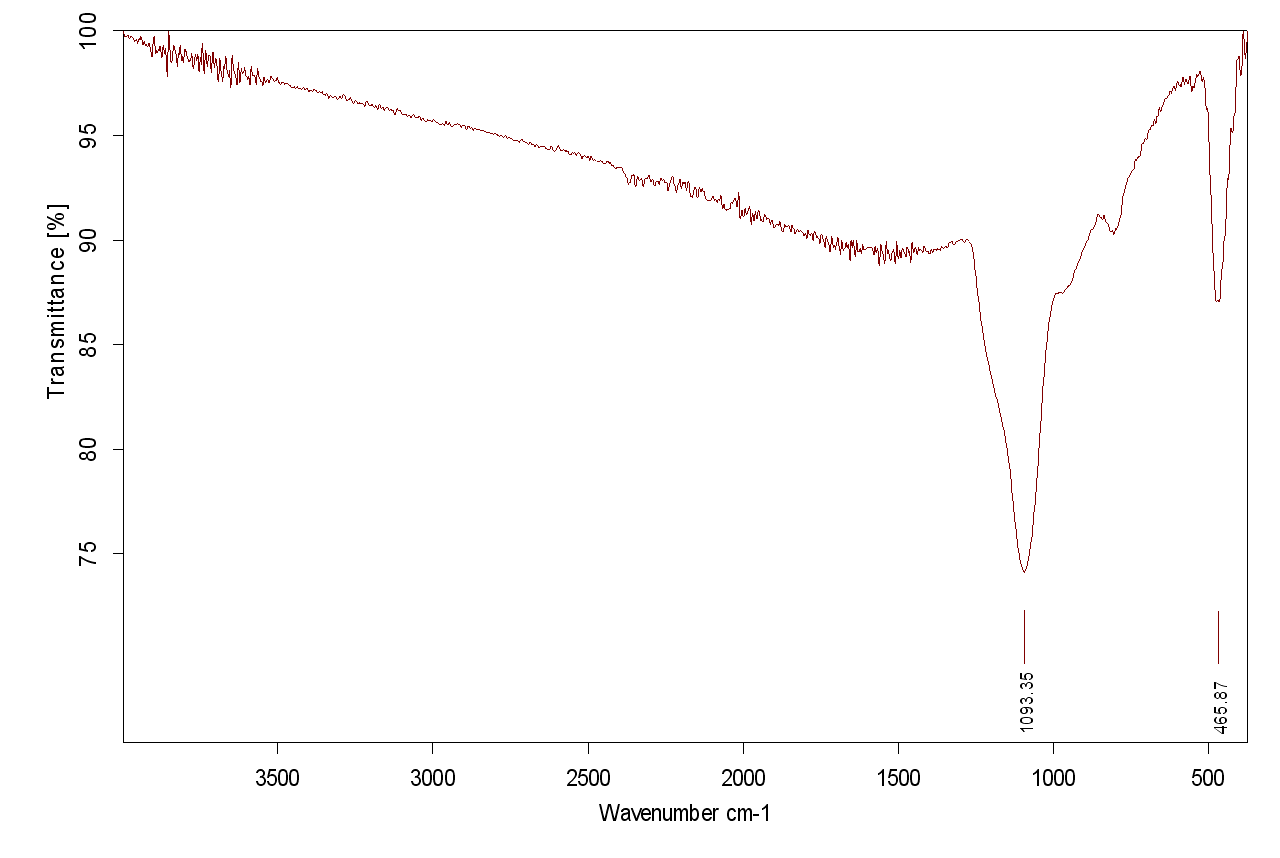
Phổ IR của đồng(I) chloride

Đồng(I) chloride là hợp chất chloride của đồng hóa trị một, công thức hóa học là CuCl. Hợp chất này tồn tại dưới dạng một chất rắn màu trắng rất ít tan trong nước, nhưng tan nhiều trong dung dịch acid hydrochloric đặc. Các mẫu hợp chất này không tinh khiết, thường có màu xanh lá cây do tạp chất đồng(II) chloride (CuCl
2).

## Lịch sử
Giữa thế kỷ 17, Robert Boyle là người đầu tiên điều chế đồng(I) chloride thủy ngân(II) chloride và kim loại đồng:
HgCl
2 + 2 Cu → 2 CuCl + Hg
Năm 1799, JL Proust mô tả hai loại chloride đồng khác nhau. Ông điều chế CuCl bằng cách nung nóng CuCl
2 trong điều kiện không có không khí, làm mất đi nửa lượng chlor trong mẫu, sau đó lọc bỏ CuCl
2 dư bằng cách rửa mẫu sau khi nung bằng nước.
Dung dịch có tính acid của CuCl trước đây được sử dụng để phân tích hàm lượng carbon monoxide trong chất khí, ví dụ như trong thiết bị phân tích khí của Hempel, sử dụng CuCl để hấp thụ carbon monoxide. Ứng dụng này rất có ý nghĩa trong thế kỷ 19 và đầu thế kỷ 20 khi khí than được sử dụng rộng rãi để sưởi ấm và chiếu sáng.

## Điều chế
Đồng(I) chloride được sản xuất công nghiệp bằng cách cho km loại đồng phản ứng trực tiếp với chlor ở nhiệt độ 450–900 °C:
2 CuCl
2 + SO
2 + 2 H
2O  →  2 CuCl + H
2SO
4 + 2 HCl
2 CuCl
2 + C
6H
8O
6  →  2CuCl + 2HCl + C
6H
6O
6
Đồng(I) chloride cũng có thể được điều chế bằng cách khử đồng(II) chloride bằng sulfur dioxide, hoặc bằng acid ascorbic (vitamin C) có tính chất như một đường khử:
2 Cu + Cl
2  →  2 CuCl

Có thể sử dụng nhiều chất khử khác.

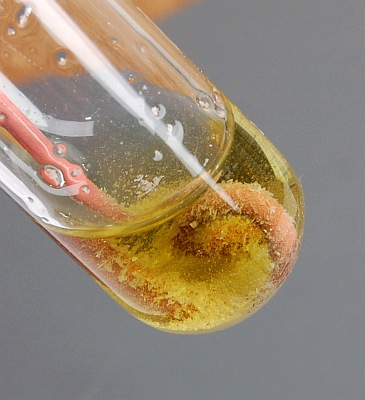
Tinh thể đồng(I) chloride màu trắng trên dây đồng
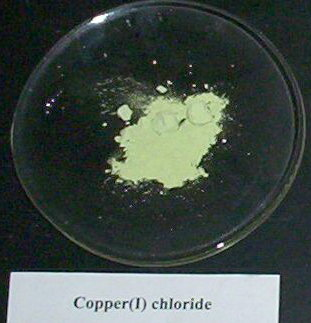
Đồng(I) chloride bị oxy hóa một phần trong không khí

## Tính chất
Đồng(I) chloride có cấu trúc tinh thể lập phương ở điều kiện thường. Khi nung nóng đến 408 °C, cấu trúc tinh thể thay đổi thành lục giác. Ở áp suất cao (vài GPa) xuất hiện một vài dạng tinh thể khác của CuCl.
Đồng(I) chloride là một acid Lewis, được phân loại là "mềm" theo thuyết acid-base cứng-mềm (HSAB), do đó hợp chất này có thể tạo phức chất với các base Lewis "mềm" như triphenylphosphine:
4 CuCl + 4 P(C
6H
5)
3 → {CuCl[P(C
6H
5)
3]}
4
CuCl + 2 P(C
6H
5)
3 → CuCl[P(C
6H
5)
3)]
2
CuCl + 3 P(C
6H
5)
3 → CuCl[P(C
6H
5)
3)]
3
CuCl cũng tạo phức với halide. Ví dụ H
3O+
 CuCl−
2 tạo thành acid hydrochloric đậm đặc. Chloride bị CN−
 và S
2O
32-
 thay thế.
Dung dịch CuCl trong HCl hấp thụ carbon monoxide để tạo thành các phức không màu như dimer chứa cầu chloride [CuCl(CO)]
2. Các dung dịch acid hydrochloric tương tự cũng phản ứng với khí acetylen tạo thành [CuCl(C
2H
2)]. Dung dịch amonia của CuCl phản ứng với acetylen tạo thành đồng(I) acetylide dễ nổ Cu
2C
2. Điều chế phức alken của CuCl bằng cách khử CuCl
2 bằng lưu huỳnh dioxide có mặt của alken trong dung dịch alcohol. Các phức chất với dien như 1,5-cyclooctadien rất ổn định:
Khi tiếp xúc với nước, đồng(I) chloride tự oxy hóa khử dần dần:
2 CuCl → Cu + CuCl
2
Do có quá trình tự oxy hóa khử, các mẫu CuCl trong không khí có màu xanh lục.

## Ứng dụng
Ứng dụng chính của đồng(I) chloride là tiền chất của thuốc diệt nấm đồng oxychloride (hay đồng trihydroxyl chloride). Với mục đích này, dung dịch đồng(I) chloride được tạo ra bằng phản ứng hợp phân (comproportionation hay synproportionation) và sau đó được oxy hóa trong không khí:
Cu + CuCl
2 → 2 CuCl
4 CuCl + O
2 + 2 H
2O → Cu
3Cl
2(OH)
4 + CuCl
2
Đồng(I) chloride xúc tác cho nhiều phản ứng hữu cơ khác nhau như đã thảo luận ở trên. Ái lực của hợp chất với carbon monoxide khi có mặt nhôm chloride được khai thác trong quy trình COPureSM.

### Trong tổng hợp hữu cơ
CuCl được sử dụng làm chất đồng xúc tác (co-catalyst) với carbon monoxide, nhôm chloride và hydro chloride trong phản ứng Gatterman-Koch để tạo thành benzaldehyde.
Trong phản ứng Sandmeyer, việc xử lý muối arenediazoni bằng CuCl sẽ tạo ra aryl chloride. Ví dụ:
Phản ứng có tính linh hoạt (được sử dụng để tổng hợp nhiều loại hợp chất hữu cơ khác nhau) và có hiệu suất tốt.
Các nhà điều tra ban đầu đã quan sát thấy rằng đồng(I) halide xúc tác cho phản ứng cộng 1,4 của tác nhân Grignard thành ketone không bão hòa ở vị trí alpha, beta, dẫn đến sự phát triển của tác nhân cơ-đồng được sử dụng rộng rãi ngày nay trong tổng hợp hữu cơ:
Phát hiện này đã giúp mảng hóa hóa về hợp chất cơ-đồng phát triển. Ví dụ, CuCl phản ứng với methyllithi (CH
3Li) để tạo thành "tác nhân Gilman" như (CH
3)
2CuLi, được sử dụng trong tổng hợp hữu cơ. Tác nhân Grignard cũng tương tự tạo thành các hợp chất cơ-đồng. Mặc dù các hợp chất đồng(I) như đồng(I) iodide hiện nay thường được sử dụng cho các loại phản ứng này, trong một số phản ứng xúc tác đồng(I) chloride vẫn được khuyến nghị sử dụng:

### Ứng dụng khác
CuCl được sử dụng làm chất xúc tác trong phương pháp trùng hợp gốc chuyển nhượng nguyên tử gốc tự do (ATRP). CuCl được dùng trong sản xuất pháo hoa để tạo màu xanh lam/xanh lục. Đốt đồng chloride cho ngọn lửa màu xanh lục như tất cả các hợp chất đồng khác.

## Xuất hiện trong tự nhiên
Dạng tự nhiên của CuCl là khoáng vật nantokite, một loại khoáng vật hiếm.